# Crystal Night
『Crystal Night』（クリスタルナイト）は、日本のAORバンドである1986オメガトライブの2枚目のアルバムである。

## 解説
- 1986オメガトライブのヒット曲「Super Chance」を収録した、2枚目のアルバム。アナログ盤、カセット、CDの3形態で発売全9曲。なお、すでに発売されていたシングル「Cosmic Love」は収録されていないが、カップリング曲の「I'll Never Forget You」が収録された。
- 1986オメガトライブ名義では最後のオリジナルアルバムとなっており、発売後オリコンチャート初登場1位を獲得している。
- 先着購入者特典として、B2サイズのポスターが貰えた。
- 当初レコードジャケットに写っている、テーブルの上に置かれた青いレコードジャケット（雪景色の中にある夜の山荘の景色のもの）が正規のジャケットになる予定であり、ポスターや販促物にはこのジャケットの写真が使用されていたが、実際に発売されたときは現在のものとなった（この青いジャケットは、後に発売されるボックスセットのDVD用のジャケットとして復刻されている）。
- メンバーが作曲した曲が3曲（高島 1曲、西原 2曲）、また作詞の英語部分をカルロスが2曲作詞している。
- 『Navigator』と共に『Q盤』で、再発売をしている。
- 2005年には『1986 OMEGA TRIBE CARLOS TOSHIKI&OMEGA TRIBE COMPLETE BOX "Our Graduation"』にも、このアルバムの全曲が収録されている。
- 6曲目と9曲目に、EVEがコーラスで参加している。

## 収録曲
- アナログ盤とカセットでは、1-5曲目がA面、6-9曲目がB面となっている。

1. Counterlight
  - 作詞: 売野雅勇、作曲: 西原俊次、編曲: 船山基紀
2. Lady Free
  - 作詞: 有川正沙子、作曲: 高島信二、編曲: 新川博
3. Phoenix
  - 作詞: 売野雅勇、作曲: 和泉常寛、編曲: 船山基紀
4. Indian Summer
  - 作詞: 有川正沙子、作曲: 西原俊次、編曲: 新川博
5. I'll Never Forget You
  - 作詞: 戸沢暢美、作曲: 和泉常寛、編曲: 新川博

シングル「Cosmic Love」のカップリング曲。
6. Crystal Night
  - 作詞: 藤田浩一・カルロス・トシキ、作曲: 和泉常寛、編曲: 新川博
  - 歌詞 - 歌ネット

『夜のヒットスタジオ』において唯一アルバムの限定の曲を起用した。
この曲で初めて、アーティスト（カルロスのみ）が出演する本格的なプロモーションビデオが作成された。このPVは後に発売されたボックスセットに、エンディングの逆再生バージョンまで完全収録されている。尚、逆再生バージョンでは、本編でモデルの女性が映っている部分が、全てカルロスの映像に指し変わっており、本編とは違った内容での逆再生バージョンとなっている。
7. Ipanema Rain
  - 作詞: 売野雅勇、作曲: 和泉常寛、編曲: 新川博

タイトルの「イパネマ」とは、イパネマ海岸（イパネマ・レブロン海岸）のことであり、カルロスがブラジル出身のため、故郷にちなんだタイトルやアレンジの曲となっている。
8. Super Chance
  - 作詞: 売野雅勇、作曲: 和泉常寛、編曲: 新川博

「スーパーフジカラー」CM曲
9. For Each Other
  - 作詞: 藤田浩一・カルロス・トシキ、作曲: 和泉常寛、編曲: 新川博

## 販売形態
| 規格 | 発売日       | レーベル | 品番     | EANコード         |
| ---- | ------------ | -------- | -------- | ----------------- |
| LP   | 1987年2月4日 | Vap      | 30204-28 | EAN 4988021302043 |
| CT   | 1987年2月4日 | Vap      | 50204-28 | EAN 4988021502047 |
| CD   | 1987年2月4日 | Vap      | 80048-32 | EAN 4988021800488 |